# Evrotas
Evrotas (Grieks: Ευρώτας) is sedert 2011 een fusiegemeente (dimos) in de Griekse bestuurlijke regio (periferia) Peloponnesos.
De vijf deelgemeenten (dimotiki enotita) van de fusiegemeente zijn:
- Elos (Έλος)
- Geronthres (Γερόνθρες)
- Krokees (Κροκεές)
- Niata (Νιάτα)
- Skala (Σκάλα)